# Peratodonta olivaceorosea
Peratodonta olivaceorosea är en fjärilsart som beskrevs av Sergius G. Kiriakoff 1962. Peratodonta olivaceorosea ingår i släktet Peratodonta och familjen tandspinnare. Inga underarter finns listade i Catalogue of Life.